# Psolus squamatus
Psolus squamatus is een zeekomkommer uit de familie Psolidae.
De wetenschappelijke naam van de soort werd in 1776 gepubliceerd door Otto Friedrich Müller.